# Wardianum taxorchis
Wardianum taxorchis är en plattmaskart som beskrevs av Johnston 1917. Wardianum taxorchis ingår i släktet Wardianum och familjen Cyclocoelidae. Inga underarter finns listade i Catalogue of Life.